# Antonio Ivars Moreno
Antonio Ivars Moreno (Valencia, 1918 - Valencia, 25 de abril de 1997) fue un jurista y escritor español.

## Biografía
Nació en Valencia en 1918. Conoció El Cubil invitado por su amigo José Manuel Casas Torres. Estudió Derecho en la Universidad de Valencia, realizando el doctorado en la Universidad de Madrid. Concluida la Guerra civil conoció a Josemaría Escrivá, en la residencia Samaniego (Valencia). En 1940 Pedro Casciaro y Amadeo de Fuemayor le hablaron de su posible vocación al Opus Dei. Diez años después solicitó su admisión como miembro supernumerario, siendo uno de los primeros de Valencia.
Inició su actividad profesional en la Compañía de Tranvías y Ferrocarriles de Valencia, donde fue Secretario General. En 1951 realizó un amplio estudio del transporte urbano valenciano.
Desarrolló una iniciativa pionera en Valencia: la fundación de una escuela dirigida a la formación de altos ejecutivos de empresas valencianas (1957).
Falleció en Valencia, el 25 de abril de 1997.

## Publicaciones
- La empresa auténtica, Valencia: Escuela de Altos Ejecutivos, 1979, 168 pp.
- Tiempo de angustia y esperanza, Valencia: Fundación Deyfor, 1975, 284 pp.
- Ideario para gerentes, Madrid: Rialp, 1969, 301 pp.
- Práctica de la organización de empresas, Madrid: Rialp, 1965, 172 pp.
- Manual para gerentes de empresa: Aportaciones a una síntesis, Madrid: Rialp, 1963, 290 pp.